# Quetzalcóatl

Imagen de Quetzalcóatl

Quetzalcóatl (del náhuatl: Quetzalcōātl o Ketsalkōātl ‘Serpiente de plumas preciosas’‘quetzal-, 'pluma hermosa'; cōātl, 'serpiente'’) es un símbolo de la realeza mesoamericana. 
Según Alfonso Caso, Quetzalcóatl era asociado al planeta Venus, como estrella matutina, y por ello denominado «el gemelo precioso» al considerársele hermano del Xolotl, la estrella vespertina.

## Culto
Quetzalcóatl, considerado como «la Serpiente Emplumada», la cual es una deidad que representa la dualidad inherente a la condición humana: la «serpiente» es cuerpo físico con sus limitaciones y las «plumas» son los principios espirituales. Otro nombre aplicado a esta deidad es Nahualpiltzintli, «príncipe de los nahuales». [¿Referencia?].
Quetzalcóatl es también el título de los sacerdotes supremos de la religión tolteca. Se lo identificó con al menos un personaje histórico, a saber: Ce Ácatl Topiltzin Quetzalcóatl  rey de Tula, quien, según el Memorial Breve de Culhuacán y la Historia de los Mexicanos por sus Pinturas, vivió entre los años 999 y 1051 de la era cristiana.
Las enseñanzas de Quetzalcóatl quedaron recogidas en ciertos documentos llamados Huehuetlahtolli («antiguas palabras»), transmitidos por tradición oral y puestos por escrito por los primeros cronistas españoles. Se han publicado traducciones parciales de los mismos.
Debido a que consideraban que todo el Universo tiene una naturaleza dual o polar, los toltecas creían que el Ser Supremo tiene una doble condición. Por un lado, crea el mundo y por el otro lo destruye. La función destructora de Quetzalcóatl recibió el nombre de Tezcatlipoca, «espejo negro que humea», cuya etimología es la siguiente: tezcatl, «espejo»; ī-, «su»; poka, «humear». Los informantes del padre Motolinía describieron a esta deidad del siguiente modo: «Tezcatlipoca era el que sabía todos los pensamientos y estaba en todo lugar y conocía los corazones; por eso le llamaban moyocoyani, que quiere decir que el que se inventa a sí mismo; y no le sabían pintar sino como aire». (Garibay, Á. M.: Teogonía e Historia de los Mexicanos)
Con un fin didáctico, el mito acentuaba la contradicción entre Quetzalcóatl y Tezcatlipoca. Sin embargo, su identidad esencial queda establecida en los códices y otros testimonios gráficos, donde ambas deidades comparten los mismos atributos.

### Quetzalcóatl y Tezcatlipoca Negro
Según la cosmogonía Náhuatl, el dios Iztauhqui-tezcatlipoca (Quetzalcóatl) es uno de los cuatro hijos de los dioses primordiales llamados Ometecuhtli y Omecíhuatl, bajo el relato de la creación del universo, de los cuales representan las esencia masculina y femenina de la creación, por lo que Quetzalcóatl simboliza la vida, la luz, la sabiduría, la fertilidad y el conocimiento, así como patrón de los vientos y del día, es el regidor del Oeste con el nombre de Tezcatlipoca Blanco. Con el tiempo, otros mitos se vinieron integrando para pasar de ser un dios creador de la humanidad hasta un rey histórico de la ciudad de Tula, o bien como otro dios solar al lado de su hermano Huitzilopochtli, interpretándose así con este mito, el traslado que realiza el Sol a través de los cielos, desde el amanecer hasta el atardecer por sus regidores y hermanos Tlahuizcalpantecuhtli y Xólotl, que junto con ellos, es hijo de Mixcóatl y Chimalma.
Para la cultura azteca y otras civilizaciones mesoamericanas, el dios era hermano de Tezcatlipoca. Para los toltecas, también eran rivales. Sea como sea, ambos eran considerados como el Ser Supremo. La combinación Quetzal-coatl contiene los siguientes significados, todos relativos a las funciones de Quetzalcóatl en la teología tolteca: «serpiente con plumas», «doble precioso», «ave de las edades», «gema de los ciclos», «ombligo o centro precioso», «serpiente acuática fecundadora», «el de las barbas de serpiente», «el precioso aconsejador», «divina dualidad», «femenino y masculino», «pecado y perfección», «movimiento y quietud». Quetzalcóatl era también importante para la civilización teotihuacana.

### Atributos y simbolismo

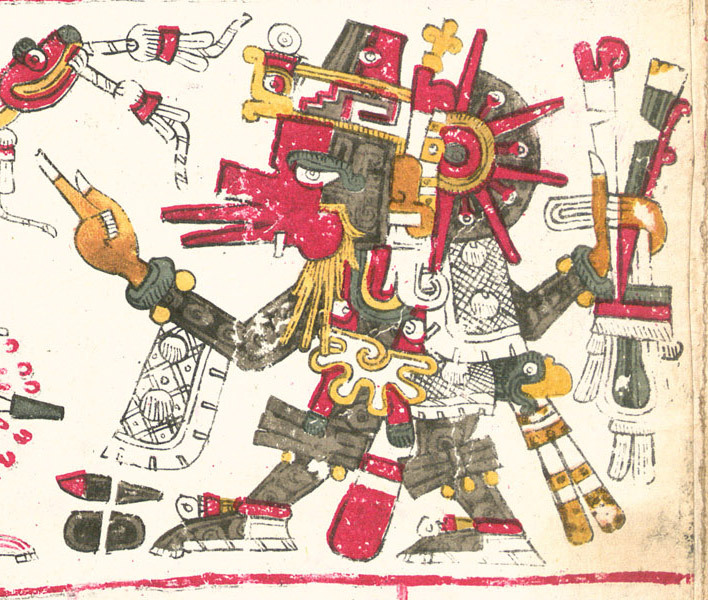
Quetzalcóatl en el Códice Borgia.

Tiene varias etapas, primero como deidad olmeca, tolteca, pipil, maya (como Kukulcán) y más tarde en el grupo de los dioses aztecas.
La cultura tolteca tomó la figura de este dios de la tradición religiosa de Teotihuacán, donde se encuentra una pirámide dedicada a la serpiente emplumada que data del siglo II después de Cristo. Sin embargo, tiene una raíz histórica más antigua. Los estudios recientes demuestran que este personaje se relaciona con la mitología olmeca y con su visión de la serpiente emplumada.
El arte y la iconografía de los olmecas demuestran claramente la importancia de la deidad de la Serpiente Emplumada en las cronologías de Mesoamérica, así como en el arte olmeca. En las grutas de Juxtlahuaca hay una representación de una serpiente emplumada de estilo olmeca. Incluso, desde lugares lejanos, como la Laguna de Asososca, en Managua, Nicaragua, se encuentran pinturas rupestres representativas de la Serpiente Emplumada, hasta Tula, hoy estado de Hidalgo, México.
El nombre de Quetzalcóatl se compone de dos palabras de origen náhuatl: quetzal, que es un ave de hermoso plumaje que habita la selva centroamericana, y coatl, que significa «serpiente». Existe otra versión científica según la cual es posible que este dios tenga raíces chichimecas.
Sus influencias culturales abarcaron gran parte de Mesoamérica, incluyendo a las culturas maya y mixteca. Los mayas retomaron a Quetzalcóatl como Kukulkán o Gucumatz, aunque como se ha dicho antes es más conocida la versión de la cultura tolteca. Los aztecas incorporaron esta deidad a su llegada al valle de México.
Los mexicas relacionaban a Quetzalcóatl con el planeta Venus, que se puede observar como si fuera una estrella al lado del volcán Popocatépetl durante ocho meses al año, y desaparece otros tres meses. La profecía indica que este astro y los dos solsticios, donde se dice que Quetzalcóatl viene a la tierra dos veces al año a traer fertilidad y cosecha, sucederán hasta la segunda venida carnal de Quetzalcóatl. Una de las representaciones de esta deidad era la de un hombre barbado, por lo que durante la conquista de la Nueva España (Mesoamérica) algunos pueblos identificaron a Hernán Cortés con Quetzalcóatl.
Tal afirmación nace desde las primeras Cartas de Relación que Cortés preparó para ser entregadas al rey español Carlos V. Se considera que dichas cartas fueron una estrategia legal, ya que las conquistas de tierras solamente podían ser aprobadas por el rey de acuerdo con las leyes españolas (Las Siete Partidas). Cortés carecía de dicho permiso, y por lo tanto tenía una orden de aprehensión. Posteriormente, defendió su postura al decir que los mexicas se rindieron al confundirlo con el dueño de las tierras y Cortés le entregaba esta posesión al rey, argumentando inocencia. Durante el virreinato, la ilegalidad de la conquista se fue olvidando y el mito de que los españoles fueron confundidos por Quetzalcóatl se fortaleció, en parte por la aculturación oficial de los mexicas para reafirmar la jerarquía colonial.
En tiempos recientes las religiones de origen neotolteca hablan en sus tradiciones y leyendas urbanas del renacimiento de este personaje, idea que aparece en el llamado Códice de Quetzalcóatl.

### Ce Acatl Topiltzin Quetzalcóatl
Quetzalcóatl es también el nombre de un personaje tolteca legendario, Ce Acatl Topiltzin Quetzalcóatl. Hijo de Mixcóatl y Chimalma, fue el último rey de Tollan o Toílan, ciudad que algunos estudios han identificado con la de Tula. El significado de su nombre es como sigue: Ce Acatl: «Uno Caña», inicio de la trecena y último día del cuarto mes Huei Tozoztli (Perforación de la Gran Ave) dedicado al autosacrificio, To: «Nuestro» y Piltzin: «Joven Noble/Príncipe», el nombre con que se reconocía al gobernante. Su denominación como Quetzalcóatl se debe al culto al que pertenecía. Algunos autores creen que Tollan es hoy la ciudad de Tula, situada en el estado de Hidalgo, México. La leyenda dice que cayó por las tentaciones que los dioses presentaron al último rey de Tula y que están asociados a estados bélicos, no religiosos (precedentes al estado mexica). Teotihuacán, la ciudad de los dioses, es anterior a estas urbes.
La antropóloga Carmen Cook de Leonhardt promovió en los años ochenta la afirmación de que el pueblo María Magdalena Amatlán, o Amatlán de Quetzalcóatl (uno de los barrios de Tepoztlán), había sido la cuna del príncipe Ce Ácatl Quetzalcóatl. El presidente mexicano José López Portillo aceptó la propuesta y de alguna manera se «oficializó» la creencia de que el Quetzalcóatl histórico había nacido ahí. El novelista e investigador mexicano Fernando Zamora (respaldado por el Instituto de Investigaciones Estéticas de la UNAM) discute el hecho en la tesis: «Quetzalcóatl nació en Amatlán: Identidad y nación en un pueblo mesoamericano», publicado por la Universidad Iberoamericana.
La antropóloga basó su afirmación en tres estelas, en las que se le representaba respectivamente como serpiente emplumada y como el planeta Venus. De acuerdo con Cook, en dichas estelas y con base en la forma en que Venus se mueve por el cielo, encontró que el padre del dios serpiente fue el rey tolteca Mixcóatl (representado en la Vía Láctea) y que su madre se llamaba Chimalma. Dos de los cerros que rodean el lugar llevan dichos nombres desde tiempos prehispánicos, lo cual condujo a Carmen Cook a la convicción de que Amatlán era el lugar de nacimiento de Quetzalcóatl, hecho que si bien no ha recibido aceptación por parte de la comunidad científica, suele ser aceptado como verdadero por la gente del estado de Morelos, y particularmente por el pueblo de Amatlán.

### Cultura Maya

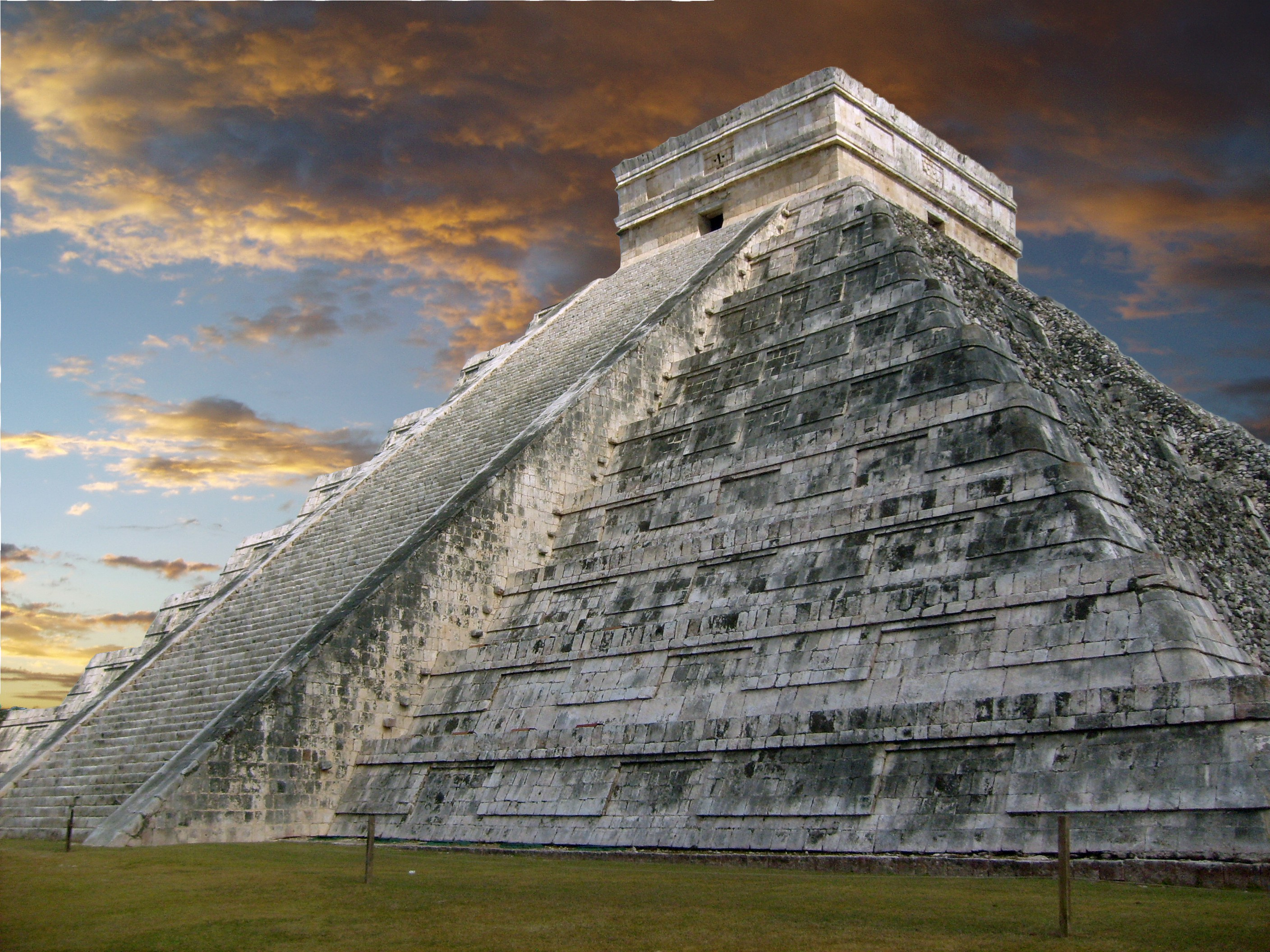
El Templo de Kukulcán en la zona arqueológica de Chichén Itzá.

Según la leyenda, Quetzalcoátl llegó a la zona maya (sureste del actual México) donde fue reconocido como un gran jefe guerrero, fundó la liga de Mayapán y conquistó la ciudad de Chichen Itzá donde fue conocido bajo el nombre de Kukulkán (k'u uk'um, «pluma» y kaan, «serpiente») y donde se encuentra el templo que lleva su nombre.

..."Que es opinión entre los indios que con los Yzaes que poblaron Chichenizá, reinó un gran señor llamado Cuculcán, y que muestra ser esto verdad el edificio principal que se llama Cuculcán; y dicen que entró por la parte de poniente y que difieren en si entró antes o después de los Yzaes o con ellos, y dicen que fue bien dispuesto y que no tenía mujer ni hijos; y dicen que después de su vuelta fue tenido en México por uno de sus dioses y llamado Cezalcuati y que en Yucatán también lo tuvieron por dios por ser gran republicano....
...Y que Cuculcán puso nombre a la ciudad, no el suyo, como hicieron los Ahizaes en Chichenizá, que quiere decir pozo de los aizaes, mas llamola Mayapán que quiere decir el "pendón de la Maya", porque la lengua de la tierra llaman maya; y los indios llaman Ychpa (a la ciudad), que quiere decir "dentro de las cercas"..
Relación de las cosas de Yucatán, Diego de Landa. 

Galería de imágenes de representaciones de Quetzalcóatl
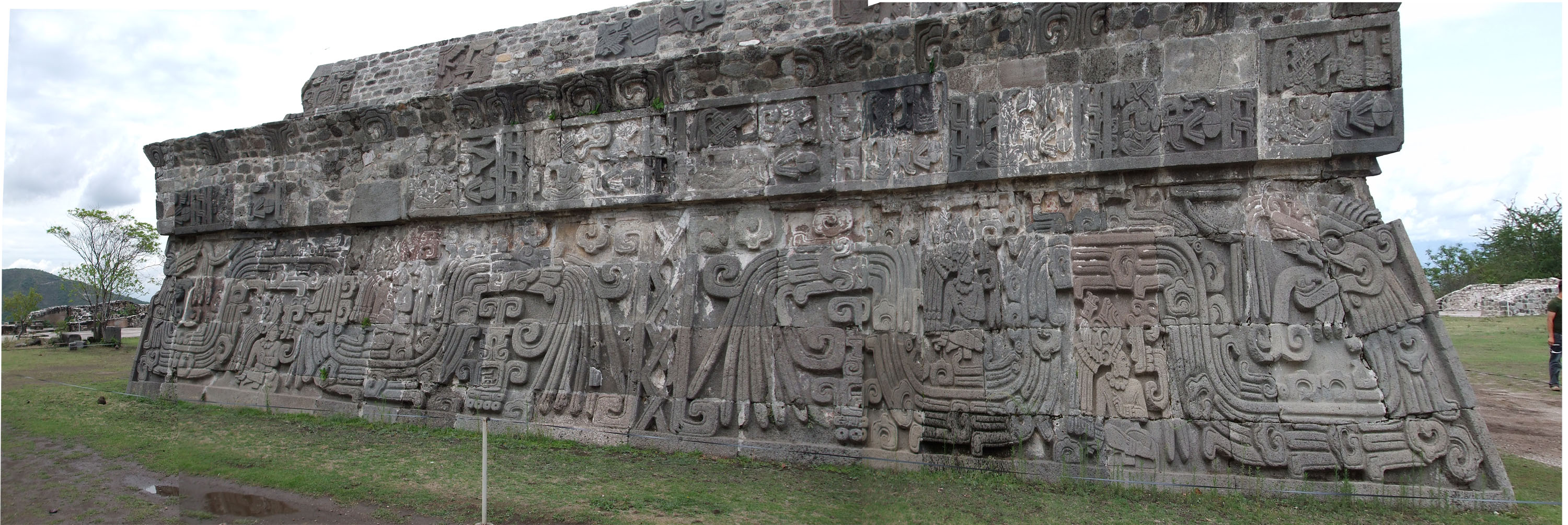
Templo de la Serpiente Emplumada en Xochicalco.
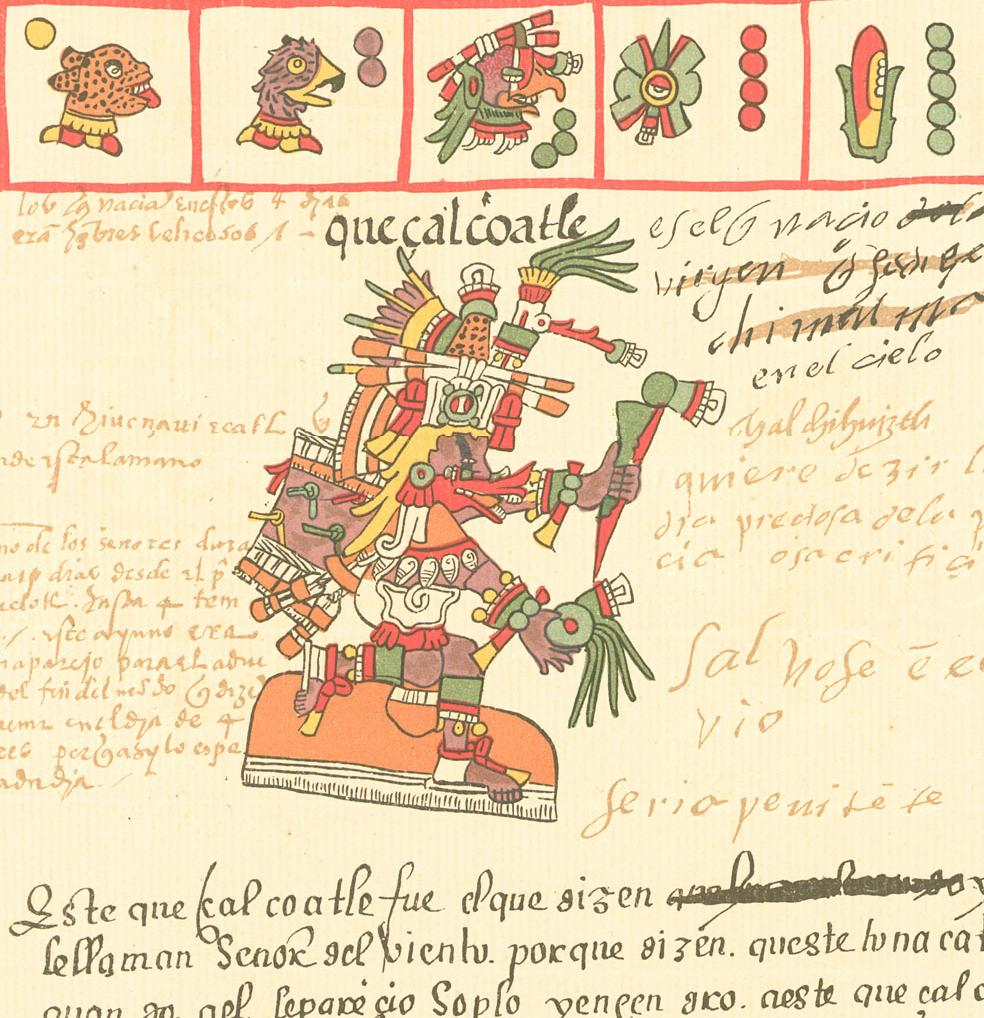
Quetzalcóatl en el Códice Telleriano-Remensis
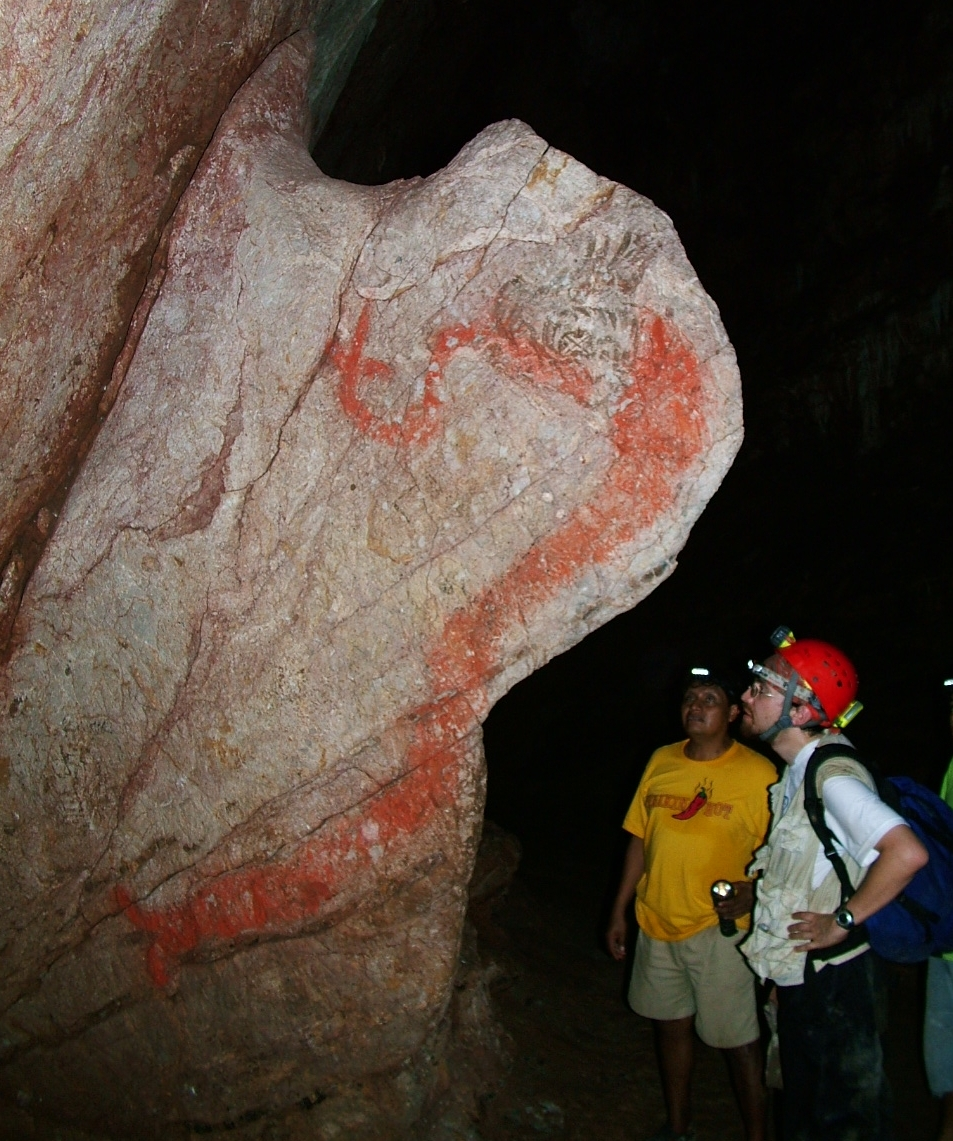
La Serpiente Emplumada en las grutas de Juxtlahuaca de la cultura olmeca.
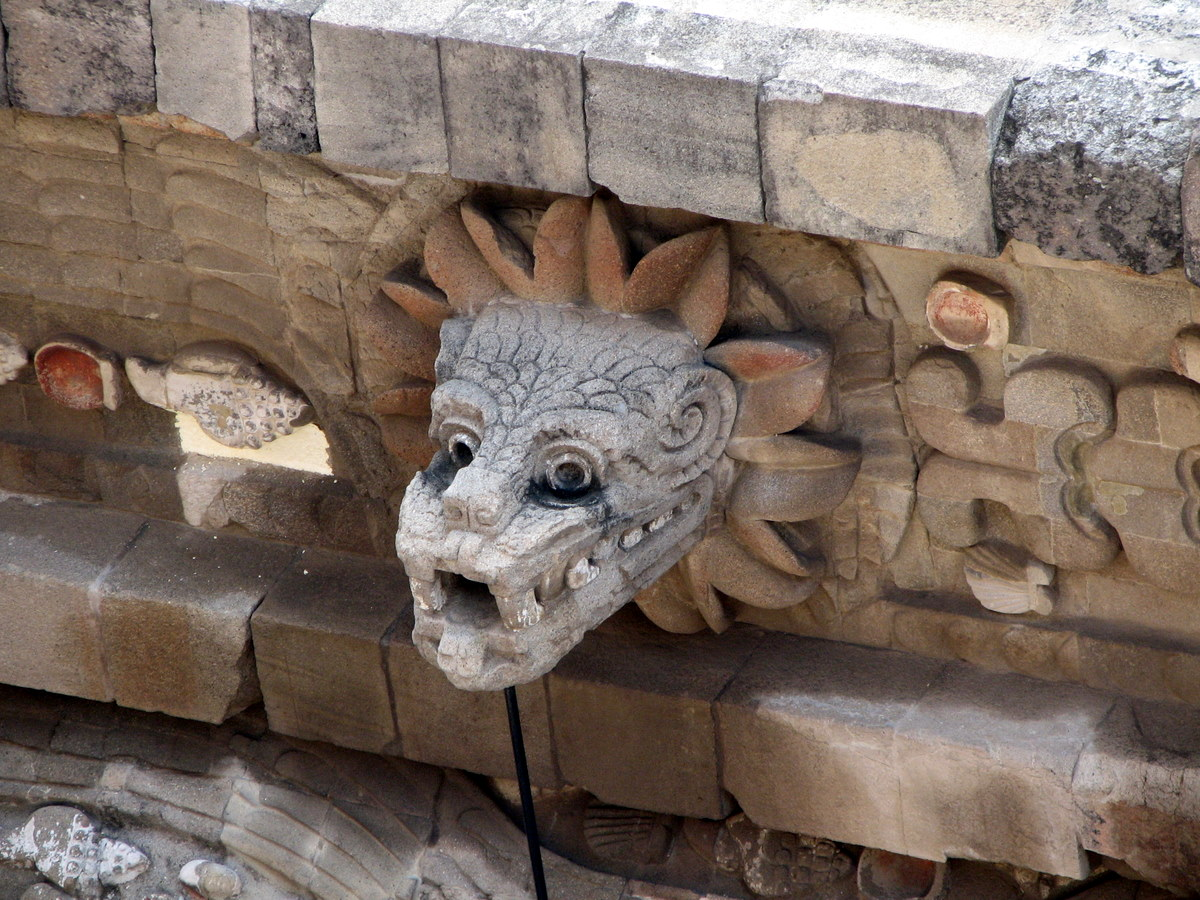
Busto en piedra de Quetzalcóatl, abundantemente repetido en el templo de Teotihuacan.
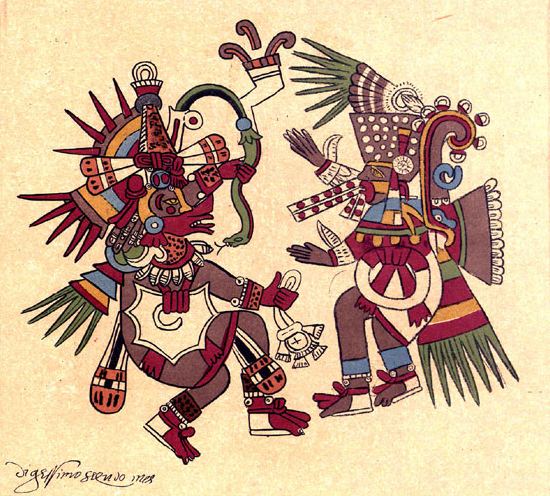
Quetzalcóatl y Tezcatlipoca, Códice Borbónico.
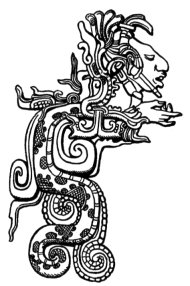
Deidad en forma de Serpiente Emplumada, probablemente Kukulcán, dintel en Yaxchilan
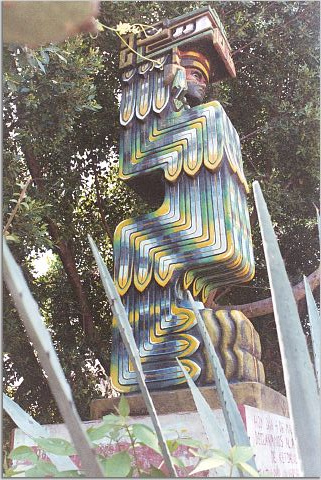
Estatua moderna de Quetzalcóatl, Amatlán de Quetzacóalt.
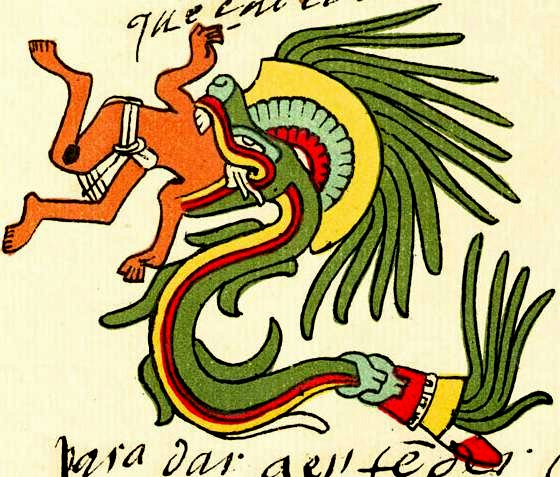
Quetzalcóatl en forma de Serpiente Emplumada en el Códice Telleriano-Remensis
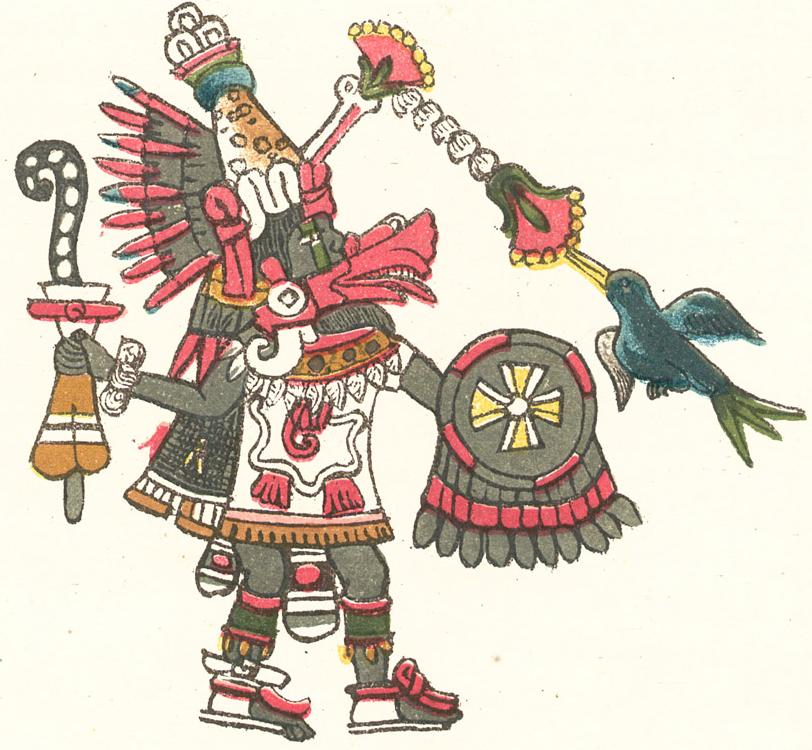
Quetzalcóatl en el Códice Magliabechiano.
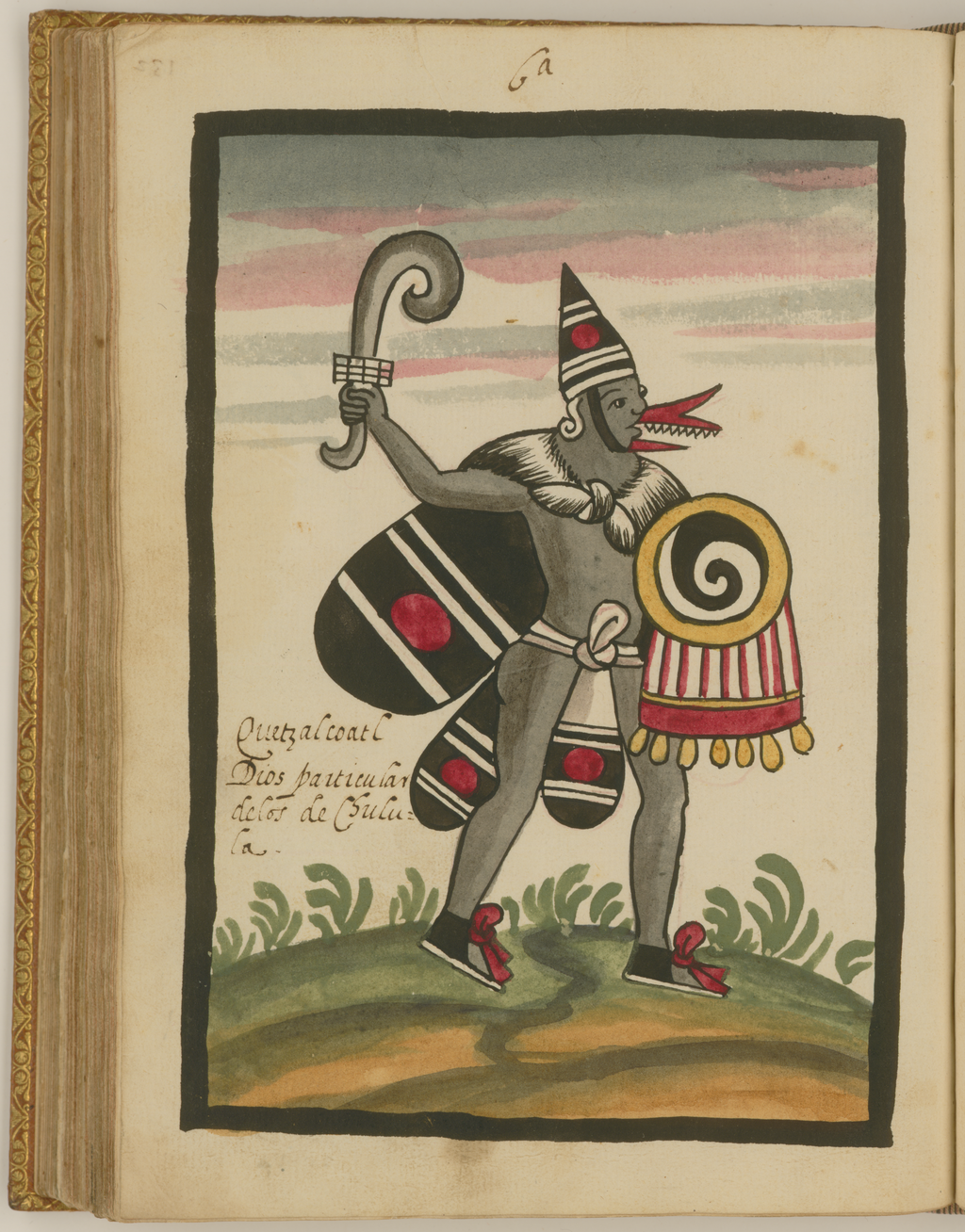
Quetzalcóatl en el Códice Tovar.
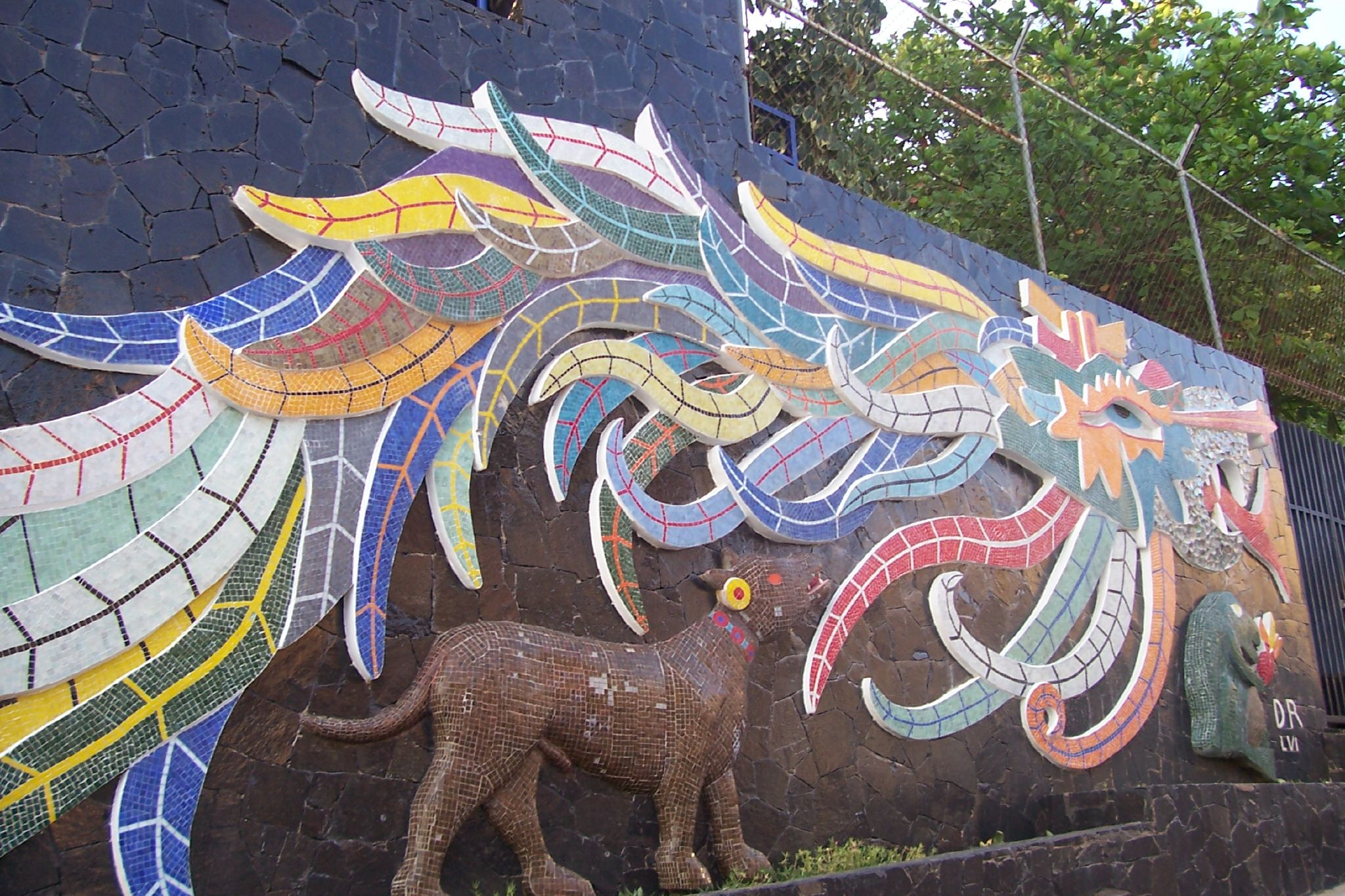
Mural de Quetzalcóatl por Diego Rivera en Acapulco.
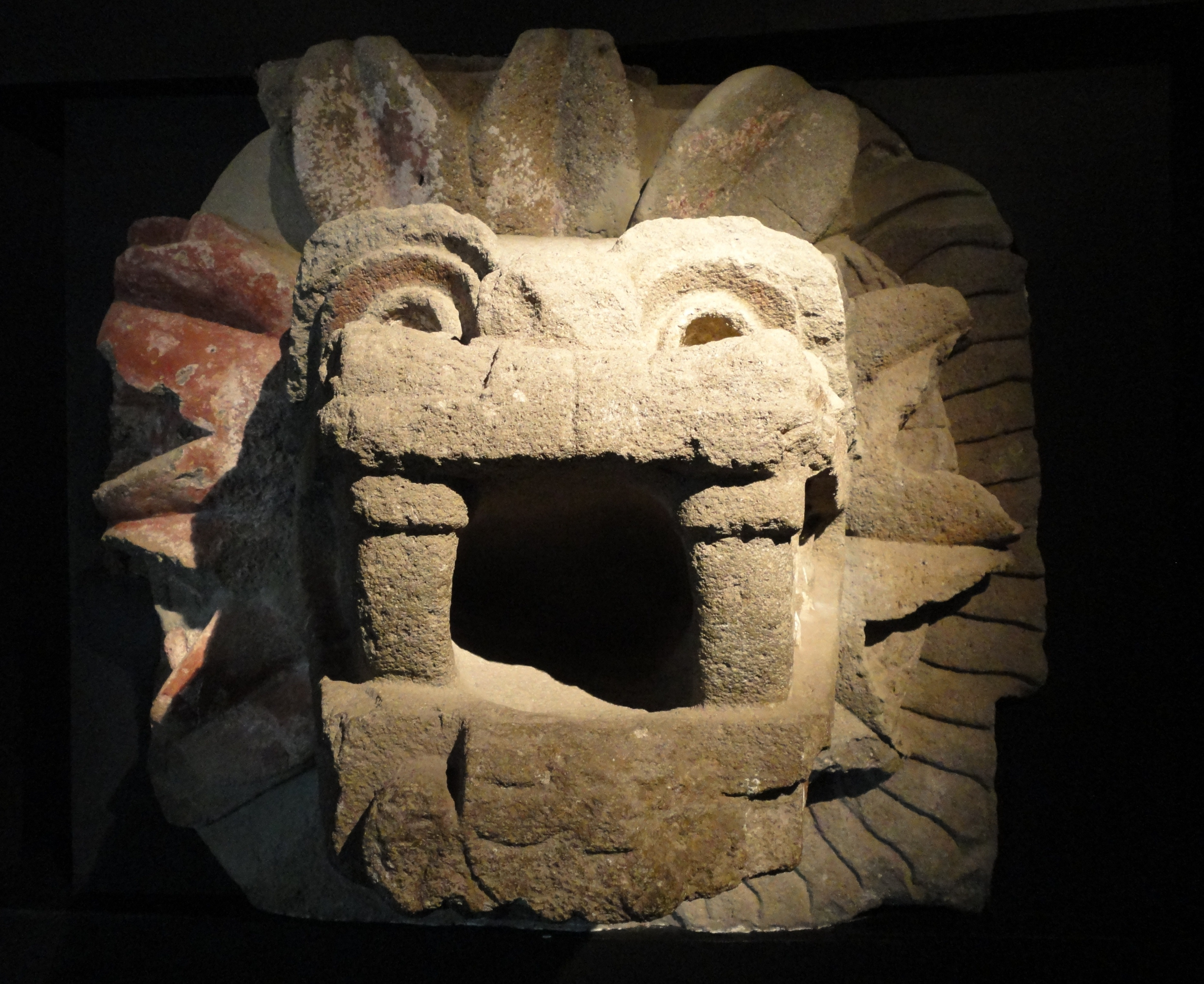
Cabeza de Quetzalcóatl, en Teotihuacán.

### En el mormonismo
Según el Libro de Mormón, Jesucristo visitó a los pueblos del continente americano poco después de su resurrección. Basándose en el relato del Libro de Mormón, algunos seguidores del movimiento de los Santos de los Últimos Días creen que Quetzalcóatl fue Jesucristo, pero que su nombre y los detalles del acontecimiento se fueron perdiendo con el tiempo. Esta postura no ha sido aceptada oficialmente por la Iglesia de Jesucristo de los Santos de los Últimos Días, pero sí es tolerada.
Aunque no es una doctrina oficial, en 1892, un presidente de la iglesia, John Taylor, escribió:

La historia de la vida de la divinidad mexicana Quetzalcóatl se parece mucho a la del Salvador; tan parecida, en verdad, que no podemos llegar a otra conclusión que la de que Quetzalcóatl y Cristo son el mismo ser. Pero la historia del primero nos ha sido transmitida a través de una fuente lamanita impura , que ha desfigurado y pervertido tristemente los incidentes y enseñanzas originales de la vida y ministerio del Salvador.
John Taylor;  Mediation and Atonement, p. 194.